# Hodzsa Tahszin Efendi
Hodzsa Tahszin Efendi (modern török Hoca Tahsin Efendi), albán nevén Hasan Tahsini (Ninat, 1811. április 7. – Konstantinápoly, 1881. július 4.) albán nemzetiségű török csillagász, természettudós, muszlim vallástudós, pedagógus, publicista.

## Életútja
Çamëriai muszlim albán családban született, a Konispol melletti Ninat faluban. Apja, Osman efendi később Berat muftija volt. Ifjúkorától Konstantinápolyban élt, ahol iszlám vallástudományt és természettudományokat tanult. 1856 körül több más török ifjúval együtt Musztafa Resid pasa oszmán nagyvezír jóvoltából ösztöndíjban részesült, és két éven át Párizsban képezte tovább magát a természettudományok területén. Ezzel párhuzamosan diáktársainak tartott arab-, újperzsa- és iszlámórákat. 1861-ben visszatért Konstantinápolyba, de 1862-ben már ismét Párizsban volt és az oszmán nagykövetség imámjaként tevékenykedett. Amikor turbánját nyugati stílusú kalapra cserélte, török társai körében elterjedt Mösjö Tahsin (’Monsieur Tahsin’) és Gavur Tahsin (’Hitetlen Tahsin’) gúnyneve.
1869-ben tért haza Konstantinápolyba, és csakhamar a város modern értelemben vett tudományegyeteme, a Darülfünún-u Oszmáni rektorává nevezték ki. Professzorként nyíltan bírálta az iszlám világ tudományos-társadalmi elmaradottságát, és szenvedélyesen buzdította hallgatóit a természettudományok tanulmányozására. Miután 1870-ben egyetemén lehetőséget biztosított a kor neves pániszlám politikai aktivistája, az iszlám modernizmus atyamestere, Dzsemál ed-Dín al-Afgháni számára, hogy nézeteit kifejtse, a szultáni udvarban és a muszlim főpapság köreiben kitört felháborodás nyomán Tahszinnak távoznia kellett az egyetemről. Ezt követően imámként kereste kenyerét, emellett magánúton természettudományokat is oktatott. Ezekben az években építette ki kapcsolatait az oszmán fővárosban élő albán emigráció vezetőivel, közelebbi ismeretségbe került Jani Vretóval, Pashko Vasával, Kostandin Kristoforidhival, Babë Dud Karbunarával és Sami Frashërivel. Tahszin szerény konstantinápolyi otthona hamarosan a helyi albán közösség egyik találkozóhelye lett.
1872-ben kifejlesztette saját albán ábécéjét, amelyet az év nyarán Albániába tett útja során igyekezett bevezetni a helyi literátusok és tanítók meggyőzésével. Az albán nacionalista körökkel való kapcsolata lehetett az oka, hogy 1874 májusában az oszmán hatóságok letartóztatták, és rövid időre kiutasították a fővárosból. 1879 tavaszán tagja lett a Sami Frashëri vezette albán hazafias szervezetnek, a Sztambuli Bizottságnak, majd az év őszétől tevékenyen részt vett a társaság művelődési tagozata, az Albán Irodalmat Kiadó Társaság (Shoqëria e të Shtypurit Shkronja Shqip) munkájában. Ez utóbbi kezdeményezés során dolgozták ki és vezették be – Tahszin 1872-es ábécétervezetének elvetésével – az albán nyelvre alkalmazott sztambuli ábécét. Ugyancsak 1879-ben Tahszin megalapította Mecmúa-i Ulúm című tudományos-művészeti folyóiratát, amelynek számait csaknem teljes egészében ő maga írta.
1881-ben a gümőkór megtámadta a szervezetét, júliusban halt meg ismerőse, Munif pasa erenköyi házában, ott is temették el.

## Munkássága
Természettudósként elsősorban a csillagászat és a fizika érdekelte, de foglalkozott földrajzzal, kémiával és matematikával is, több asztronómiai műszer feltalálása fűződik a nevéhez. Elsősorban török nyelven írt tudományos munkái jobbára kéziratban maradtak, legfeljebb folyóirata, a Mecmúa-i Ulúm lapjain jelentek meg, és csak halálát követően adták ki őket. Korának legműveltebb emberei között tartották számon, tudományos szinten volt tájékozott a természettudományokon kívül az irodalom, a nyelvészet és az iszlám teológia területén is. Sami Frashëri szerint ő volt az egyetlen ember az Oszmán Birodalomban, aki megérdemelte a tudós nevet, Vaszilij Szmirnov orientalista pedig a török Lomonoszovnak hívta őt.

### Főbb művei
- Esrār-i ab u hava (’A víz és a levegő titkai’).  Mecmúa-i Ulúm,  7. sz. (1880. február 12.)   436–464. o.
- Tarih-i tekvin yahut hikat (’A világ teremtésének története’). İstanbul: (kiadó nélkül). 1892–1893.
- Psikoloji yahut ilm-i ruh (’A pszichológia, avagy a lélek tudománya’). İstanbul: (kiadó nélkül). 1892–1893.
- Esas-i ilm-i hey’ et (’A világ leírása’). İstanbul: (kiadó nélkül). 1893–1894.
- Hadika-yi musiki I–X. İstanbul: Kasbar Matbaası. 1903–1905.